# Link 16
Link 16 – pracujący w paśmie L (960 – 1215 MHz) podstawowy standard komunikacyjny w ramach systemu wymiany danych taktycznych i operacyjnych (Tactical Digital Information Link – TDIL) NATO. Trudne do zakłócenia rozpraszanie widma i szybka zmianę częstotliwości, czyni Link 16 znacznie trudniejszym do intencjonalnego bądź niezamierzonego zakłócenia niż wcześniejsze systemy TDIL. Link 16 wykorzystuje technologię TDMA – Time Division Multiple Access, przydzielającą każdemu elementowi sieci osobny kanał transmisji danych, co zapewnia wydajną transmisję danych bez wzajemnego zakłócania się poszczególnych strumieni danych. System może transmitować różne formaty danych, w tym m.in. dane radarowe, komendy systemu dowodzenia i kontroli oraz informacje z zakresu walki elektronicznej.
Mimo swoich możliwości Link 16, ograniczony jest limitowanym spektrum oraz potencjalnym przeciążeniem w rejonach o dużym nasyceniu użytkowników, a także zagrożony jest rozwojem zaawansowanych metod walki elektronicznej u potencjalnych przeciwników. Stąd też rozwijane są nowocześniejsze, bardziej wydajne i bezpieczniejsze systemy wymiany danych, jak stosowany w samolotach F-35 system MADL, który jest w nim wykorzystywany obok Link 16.